# Rivula biatomea
Rivula biatomea är en fjärilsart som beskrevs av Butler. Rivula biatomea ingår i släktet Rivula och familjen nattflyn. Inga underarter finns listade.